# Onychocella
Onychocella is een mosdiertjesgeslacht uit de familie van de Onychocellidae en de orde Cheilostomatida. De wetenschappelijke naam ervan is in 1882 voor het eerst geldig gepubliceerd door Jules Jullien.

## Soorten
- Onychocella alula Hastings, 1930
- Onychocella angulosa (Reuss, 1848)
- Onychocella antiqua (Busk, 1858)
- Onychocella cucullata Thornely, 1905
- Onychocella falunica Canu & Bassler, 1930
- Onychocella marioni Jullien, 1882
- Onychocella subsymmetrica Canu & Bassler, 1929
- Onychocella vibraculifera Neviani, 1895

Niet geaccepteerde soort:
- Onychocella solida Nordgaard, 1907 → Rectonychocella solida (Nordgaard, 1907)